# Теории заговора о смерти Адольфа Гитлера

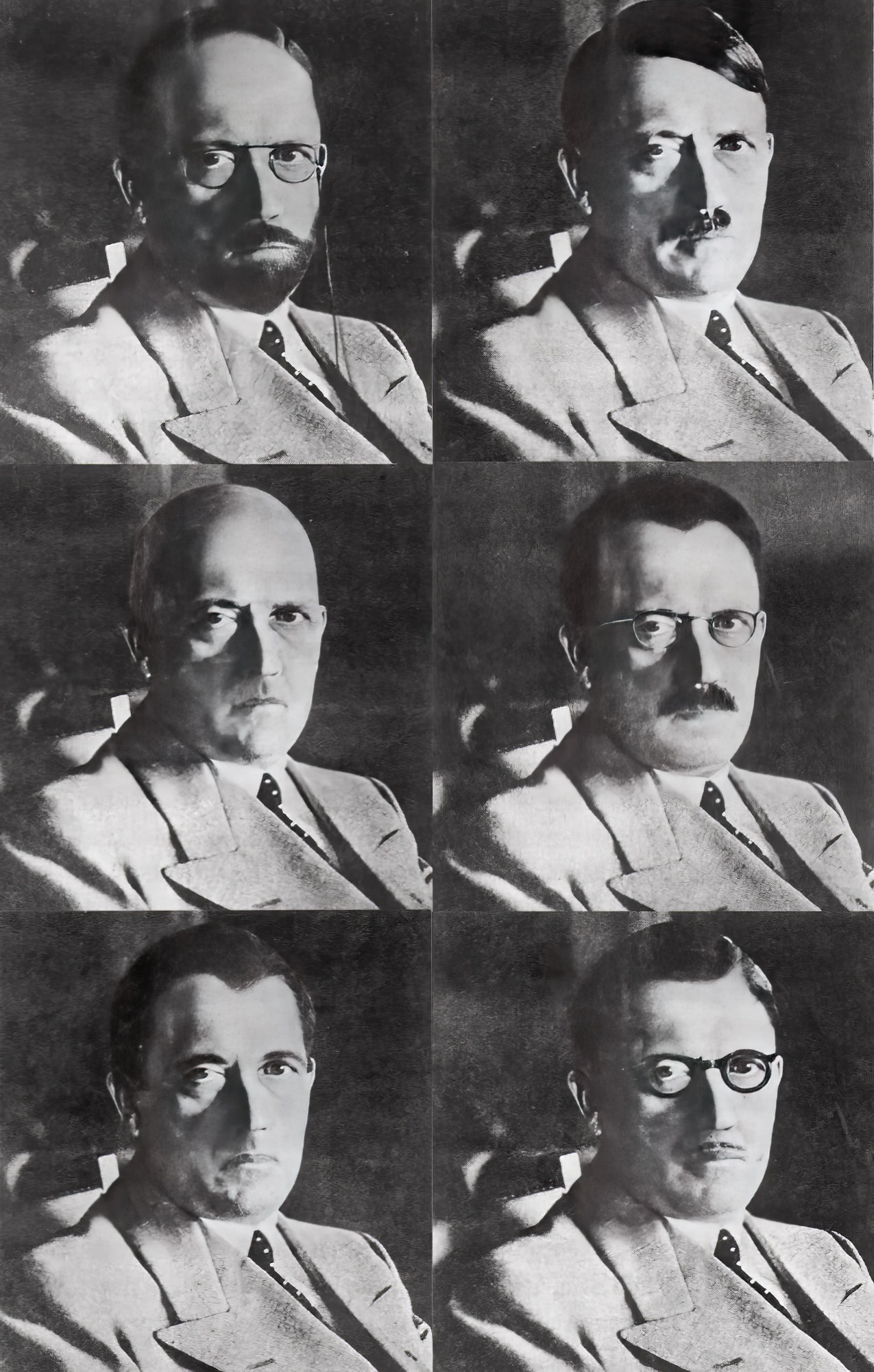
Возможная маскировка Адольфа Гитлера. Изображения, сделанные Секретной службой США (1944)

Теории заговора о смерти Адольфа Гитлера, фюрера нацистской Германии, противоречат признанному исторической наукой консенсусу о его самоубийстве в берлинском бункере 30 апреля 1945 года. Согласно этим теориям, выдвигаемым с самого конца Второй мировой войны, Гитлер со своей женой Евой Браун выжил и сбежал из Берлина. Некоторые утверждали, что он отправился в Южную Америку. В послевоенные годы ФБР и ЦРУ расследовали некоторые сообщения по этой теме, однако не придали им серьёзного значения. Утверждения 2009 года о том, что хранившийся в советских архивах череп, который долгое время считался принадлежащим Гитлеру, на самом деле принадлежал женщине, способствовало циркулированию теорий заговора.
Хотя эти утверждения получили известность в массовой культуре, историки и научные эксперты считают их опровергнутыми свидетелями и останками зубов Гитлера, которые указывают на его смерть в берлинском бункере в 1945 году.

## Истоки
Версия о том, что Адольф Гитлер не покончил жизнь самоубийством, а сбежал из Берлина, был впервые представлена широкой публике маршалом Советского Союза Г. К. Жуковым на пресс-конференции 9 июня 1945 года. Предположительно, Жуков сделал это по приказу И. В. Сталина. В том же месяце в США был проведён соцопрос, согласно которому 68 % опрошенных американцев считали, что Гитлер все ещё жив. Когда в июле 1945 года на Потсдамской конференции Сталина спросили, как умер Гитлер, он ответил, что тот живёт «либо в Испании, либо в Аргентине». В июле 1945 года британские газеты опубликовали комментарий советского офицера о том, что обугленное тело, обнаруженное советскими солдатами в саду рейхсканцелярии в мае 1945 года, было «очень плохим двойником». Американские газеты также тиражировали сомнительные свидетельства, например, слова коменданта советского гарнизона в Берлине, который утверждал, что Гитлер «скрылся где-то в Европе». Эта распространяемая советскими должностными лицами дезинформация давала основу для различных теорий заговора, несмотря на официальное заключение западных держав и консенсус историков о том, что Гитлер покончил с собой 30 апреля 1945 года. Это даже вызвало небольшое возрождение нацизма на оккупированной западными союзниками территориях Германии.

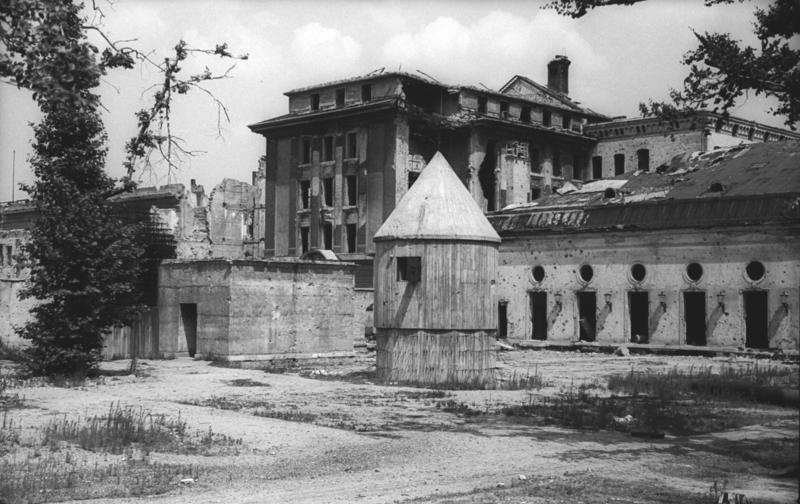
Фюрербункер накануне своего уничтожения, 1947

В октябре 1945 года France Soir процитировала бывшего немецкого посла в Вишистской Франции Отто Абеца, который утверждал, что Гитлер не умер. Первое подробное расследование, проведённое западными державами, началось в ноябре того же года после того, как начальник контрразведки в британском секторе Берлина Дик Уайт поручил агенту Хью Тревору-Роперу расследовать этот вопрос, чтобы опровергнуть утверждения СССР. Его выводы о том, что Гитлер и Браун покончили жизнь самоубийством в Берлине, были изложены в отчете в 1946 года и опубликованы в следующем году. Позднее Тревор-Ропер писал об этой теме: «желание сочинять легенды и сказки … [больше], чем любовь к правде». В апреле 1947 года 45 % опрошенных американцев считали, что Гитлер ещё жив.
В 1946 году американский шахтёр и баптистский проповедник по имени Уильям Генри Джонсон начал рассылать серию писем под псевдонимом «Скорняжник № 1», утверждая, что он — Адольф Гитлер, сбежавший с Евой Браун в США, в штат Кентукки. Он утверждал, что под Вашингтоном прорыты туннели, а он сам задействует армии, ядерные бомбы и невидимые космические корабли, чтобы захватить Вселенную. Джонсон смог собрать до 15 тыс. долларов, пообещав своим сторонникам высокие стимулы, прежде чем в середине 1956 года был арестован по обвинению в мошенничестве с использованием почты.
В марте 1948 года газеты всего мира сообщили о рассказе бывшего немецкого лейтенанта Артура Макензена, который утверждал, что 5 мая 1945 года во время советской бомбардировки Берлина он, Гитлер, Ева Браун и Мартин Борман бежали из бункера на танках. Группа якобы вылетела из аэропорта Темпельхоф в датский Тённер, где Гитлер выступил с речью и вылетел с супругой на побережье. В майском выпуске итальянского журнала Tempo за 1948 года немецкий писатель Эмиль Людвиг писал, что вместо Гитлера мог быть кремирован двойник, что позволило настоящему фюреру бежать на подводной лодке в Аргентину. Председательствующий на Нюрнбергском процессе по делу об айнзацгруппах Майкл Мусманно в 1950 году писал в своей книге, что такие теории были «примерно так же рациональны, как утверждение о том, что Гитлера унесли ангелы», сославшись на отсутствие доказательств, подтверждение принадлежности остатков зубов Гитлеру и тот факт, что Людвиг явно проигнорировал наличие свидетелей в бункере. В своем опровержении рассказа Макензена Мусманно цитирует последующую историю, в которой лейтенант после окончания войны якобы вылетел 9 мая в Малагу и был атакован 30 истребителями «Лайтнинг» над Марселем, причём в ходе атаки погибли все 33 пассажира, кроме него самого.
С 1951 по 1972 год в американском журнале-таблоиде National Police Gazette была опубликована серия статей, в которых утверждалось, что Гитлер выжил. Недоказанные утверждения включали в себя то, что фюрер зачал детей с Евой Браун примерно в конце 1930-х годов, что он на самом деле был в отличном физическом состоянии в конце Второй мировой войны и что он бежал в Антарктиду или Южную Америку. В статье для Gazette офицер американской разведки Уильям Ф. Геймлих заявил, что кровь, найденная на диване Гитлера, не соответствует его группе крови.
После десятилетий других противоречивых сообщений в 1968 году советский журналист Л. А. Безыменский выпустил свою книгу «Смерть Адольфа Гитлера», включавшую в себя предполагаемый советский отчет о вскрытии и вывод, что Гитлер умер от отравления цианидом, несмотря на то, что не было задокументировано подтверждающее это вскрытие внутренних органов, а свидетельства очевидцев говорили об обратном. Безыменский утверждал, что отчёты о вскрытии не публиковались ранее «на случай, если кто-то попытается выдать себя за „спасённого чудом фюрера“». Позже он признал, что действовал как «типичный партийный пропагандист» и намеревался «подвести читателя к выводу, что [выстрел] был несбыточной мечтой или наполовину выдумкой и что Гитлер на самом деле отравился». Утверждения книги широко высмеивались западными историками.
В 2020 году специализирующийся на истории Германии XIX—XX вв. британский историк Ричард Эванс писал:

Некоторым крайне правым кажется немыслимым, чтобы [Гитлер] умер такой трусливой и позорной смертью. ... В некоторых случаях сторонники выживания Гитлера имеют тесные связи с неонацистской сценой, придерживаются антисемитизма или связаны с организациями превосходства белых в США, которые считают Гитлера источником вдохновения для своей деятельности. ... Некоторые маргинальные группы, распространяющие различные формы «альтернативного» знания, такие как оккультисты или энтузиасты НЛО, кажется, думают, что связывание их убеждений с Гитлером привлечет к ним внимание. Таким образом, в некоторых версиях мифа о выживании побег Гитлера был достигнут оккультными средствами или включал его путешествие на секретную базу нацистских летающих тарелок подо льдом Антарктики.

## Доказательства

### Останки черепа
В конце 1945 года И. В. Сталин приказал создать вторую комиссию для расследования смерти Гитлера, отчасти для изучения слухов о том, что тот выжил. 30 мая 1946 года, по утверждению этой комиссии, в воронке, где в мае 1945 года были эксгумированы останки Гитлера, была найдена часть черепа. Найденные останки состояли из части затылочной кости и части обеих теменных костей. Почти целая левая теменная кость имеет пулевое отверстие, по-видимому, бывшее выходным отверстием. В 2009 году в эпизоде MysteryQuest американского кабельного телеканала History Channel археолог из Университета Коннектикута и специалист по костям Ник Беллантони исследовал фрагмент черепа, который, по утверждениям советских властей, принадлежал Гитлеру. По словам Беллантони, «кость казалась очень тонкой» для мужчины, а «швы в месте соединения пластин черепа, казалось, соответствовали кому-то моложе 40 лет». Небольшой кусочек, оторванный от черепа, подвергся ДНК-тестированию, как и кровь с дивана Гитлера. Было установлено, что череп принадлежал женщине (что послужило поводом для теории заговора), а кровь принадлежала мужчине.

### Останки зубов
Ни советские, ни российские официальные лица не заявляли, что череп был главной уликой, вместо этого ссылаясь на фрагменты челюстной кости и два зубных моста, найденные в мае 1945 года. Эти предметы были показаны двум сотрудникам личного дантиста Гитлера Хуго Блашке: ассистентке Кете Хаузерманн и зубному технику Фрицу Эхтманну. Они подтвердили, что останки зубов принадлежали Гитлеру и Браун, как и Блашке в более поздних заявлениях. По словам Ады Петровой и Питера Уотсона, Хью Томас оспаривал эти зубные остатки в своей книге 1995 года, но также предположил, что Гитлер, вероятно, умер в бункере после того, как его задушил его камердинер Хайнц Линге. Они отметили, что «даже доктор Томас признает, что нет никаких доказательств в поддержку» этой теории. Ян Кершоу писал, что «теории Хью Томаса … о том, что Гитлер был задушен Линге, и что сожженное женское тело не принадлежало сбежавшей из бункера Еве Браун, принадлежат сказочной стране». В 2017 году французский патологоанатом Филипп Шарлье подтвердил, что зубы на одном из фрагментов челюстной кости «полностью совпадают» с рентгеновским снимком Гитлера 1944 года. Проведенное французским коллективом исследование, опубликованное в Европейском журнале внутренней медицины в мае 2018 года, показало, что останки зубов определённо принадлежали Гитлеру.

### Свидетельства ФБР
Документы ФБР, рассекреченные в соответствии с Законом о раскрытии нацистских военных преступлений 1998 года, которые начали публиковаться в Интернете в начале 2010-х годов, содержат ряд предполагаемых наблюдений за Гитлером в Европе, Южной Америке и США, некоторые из которых утверждают, что он изменил свою внешность с помощью пластической хирургии или сбрив усы. Хотя некоторые известные личности предполагали, что Гитлер мог выжить, в том числе будущие президенты США генерал армии Дуайт Д. Эйзенхауэр и лейтенант Джон Ф. Кеннеди в середине 1945 года, в документах говорится, что предполагаемые наблюдения за Гитлером могли не подлежать проверке. Ричард Эванс отмечает, что ФБР было обязано документировать такие утверждения, какими бы «ошибочными или ненормальными» они ни были, в то время как американский историк Дональд Маккейл утверждает, что их файлы не содержали достоверных указаний на то, что Гитлер выжил.
Несмотря на советскую дезинформацию и расхождения в показаниях свидетелей, историки сходятся во мнении, что Гитлер покончил с собой 30 апреля 1945 года.

## Побег в Аргентину

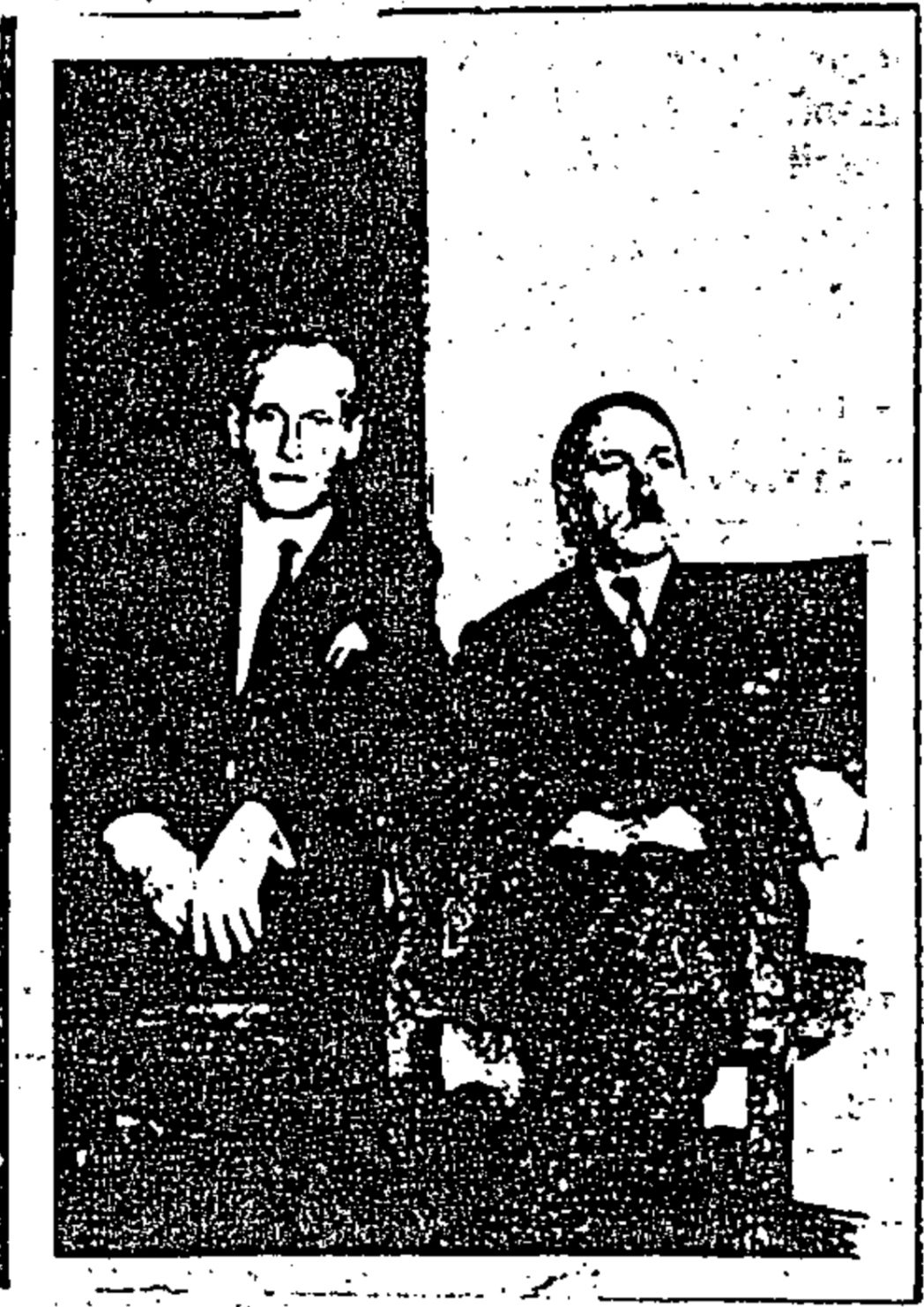
Фотография из архива ЦРУ с человеком, похожим на Гитлера. 1954 год

### Заявления Филиппа Ситроена
В рассекреченном документе ЦРУ от 3 октября 1955 года сообщалось о заявлениях некоего Филиппа Ситроена, который, назвавшись бывшим офицером СС, утверждал, что Гитлер все ещё жив и что он «уехал из Колумбии в Аргентину примерно в январе 1955 года». К документу была приложена предполагаемая фотография Ситроена и человека, которого он называл Гитлером; на обратной стороне фотографии было написано «Адольф Шюттельмайор» и год: «1954». В отчёте также говорится, что ни контактное лицо, сообщившее о своих разговорах с Ситроеном, ни резидентура ЦРУ «не были в состоянии дать разумную оценку информации». Начальство резидентуры заявило, что «по этому делу могут быть затрачены огромные усилия с отдаленными возможностями установить что-либо конкретное», и следствие было прекращено.
В 2023 году журналист Абель Басти заявил о получении оригинальной фотографии Ситроена с Гитлером и опубликовал её. По данным журналиста, Ситроен работал офицером разведки США и выступал посредником между Гитлером и принцем Бернардом Нидерландским.

### Hunting Hitler
В документальном сериале History Channel Hunting Hitler (2015—2018), следователи (в том числе Джеррард Уильямс) ссылаются на рассекреченные документы и опрашивают свидетелей, которые якобы указывают на то, что Гитлер бежал из Германии и отправился в Южную Америку на подводной лодке. Затем он и другие нацисты якобы замышляли «Четвертый рейх». Такие теории заговора о выживании и побеге широко отвергались. В то же время в 2017 году сериал получил высокую оценку газеты National Police Gazette, которая исторически поддерживала маргинальную теорию, одновременно призывая Россию разрешить ДНК-тестирование останков челюсти Гитлера. После того, как писатель Джеймс Холланд был представлен в проекте в качестве эксперта по Второй мировой войне, он объяснил, что «[я] был очень осторожен, чтобы никогда не упоминать в фильме, что я думал, что Гитлер или Борман сбежали. Потому что это не так».